# Språk i Indien

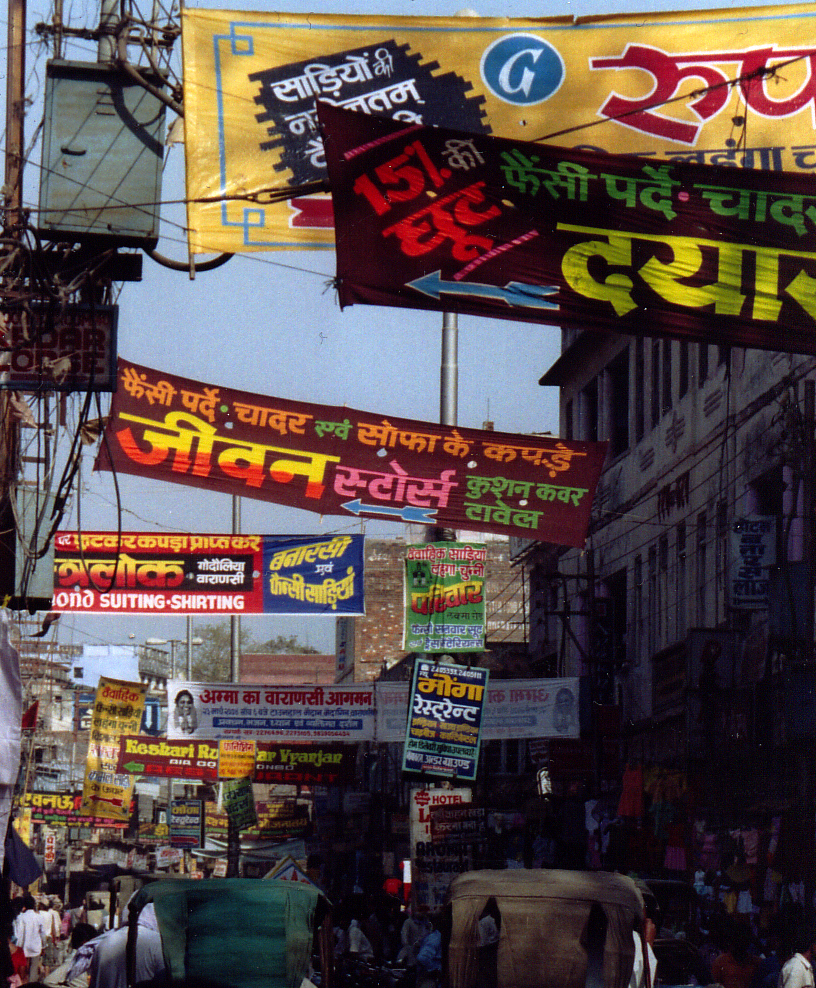
Indiskt skriftspråk i form av gatureklamen i Varanasi

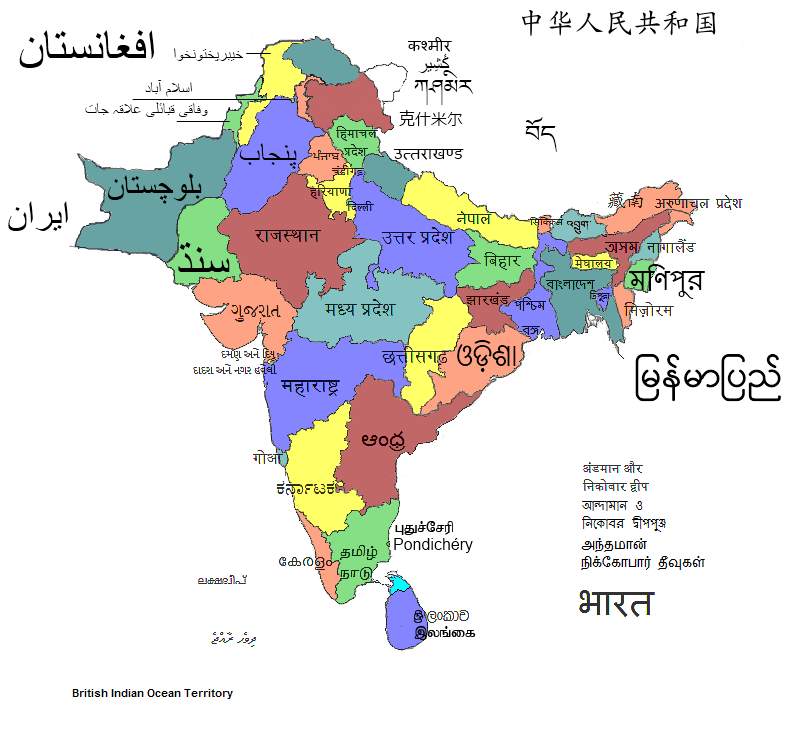
Karta över indiska subkontinenten med modersmål markerade.

Det finns ett stort antal språk i Indien från flera olika språkfamiljer. Det största språket i landet är hindi, som är ett indoeuropeiskt språk. Det största dravidaspråket är tamilska. Totalt räknar man med minst 30 olika språk och cirka 2 000 olika dialekter. Även kolonialspråket engelska används i Indien, främst som andraspråk mellan personer med olika modersmål.

## Allmänt och nutid
Språken som talas i Indien tillhör huvudsakligen två språkstammar, vilka är helt och hållet obesläktade med varandra, nämligen den indoeuropeiska och den dravidiska. Den asiatiska grenen av den indoeuropeiska stammen, till vilken stam också de flesta av Europas språk hör, kallas den indoiranska och omfattar de iranska språken och de indiska språk som är indoeuropeiska. Man brukar benämna dessa senare de indiska språken eller det indiska språket i inskränkt mening. De är i våra dagar de härskande i hela det nordliga Indien samt i stora delar av Deccan. Inget indoeuropeiskt språk kan följas i sin historiska utveckling under så lång tid som det indiska, ty dettas minnesmärken sträcker sig 3 500 år tillbaka. Denna tidrymd delar man, från språklig synpunkt, i tre stora perioder; 
- den fornindiska,
- den medelindiska och
- den nyindiska.

Listan över språk som talas hos olika grupper av människor i dagens Indien är lång. Minst 30 olika språk och cirka 2 000 dialekter har identifierats. Enligt den indiska konstitutionen är hindi och engelska de två språk på vilka officiell kommunikation med den nationella regeringen sker. Till detta kommer en uppsättning av 22 språk, som är officiellt antagna av olika delstater för att användas inom administrationen. De tjänar också som ett medel för kommunikation mellan den nationella regeringen och delstatsregeringen, och olika prov som avläggs för att erhålla statliga anställningar.
Fram till 1965 var engelska officiellt språk i Indien, parallellt med hindi. Efter detta var det meningen att engelskan skulle fungera som "biträdande officiellt språk", till dess att korrekt utsedda kommittér kan besluta om fullständig övergång till hindi. I vissa stater, såsom Tamil Nadu, talas det dock tämligen lite hindi och protester från sådana regioner har lett till att engelskan i realiteten fortfarande hänger kvar. På grund av snabb industrialisering och multinationella influenser på landets ekonomi fortsätter engelskan att vara ett populärt och snabbt kommunikationsmedel både i offentlig förvaltning och i dagligt affärsliv.

### Indiskt skriftspråk
Se artikeln Skrivkonsten i Indien

### Moderna indiska språk
Se även dravidiska språk, i en separat artikel
Med alla förändringar i ljud och former samt åtskilliga nybildningar ägde den medelindiska periodens språk i det väsentliga ett formsystem av samma art som sanskrit. De skiljde sig därigenom från den följande nyindiska språkperiodens dialekter och språk, vilka såväl genom ett vida längre gånget fonetiskt förfall som genom massor av genomgripande nybildningar både i formlära och syntax har erhållit en mot fornspråket mycket mer avvikande prägel. 
De nyindiska, nu levande dialekterna och språken kan räknas i hundratal. De stora huvudspråken, vilka alla har en mängd underdialekter, ordna sig, enligt nyare forskningar, efter sin inre frändskap på följande sätt;
1. punjabi, som talas av sikherna och andra i Punjab, vid övre Indus och dess bifloder;
2. sindhi, vid nedre Indus i Sindh;
3. gujarati, på halvön Gujarat och ön Kutsch;
4. västhindi, inom ett mycket stort område vid övre Ganges och Yamuna
5. östhindi, ö. därom, inom ett stort område vid mellersta Ganges och dess bifloder;
6. bengali, i Bengalen, kring nedre Ganges och Brahmaputra;
7. oriya, i Orissa, sydväst därom;
8. marathi, s. om västhindi och sydväst om östhindi på ett stort område;
9. smärre nordliga dialekter på Himalayas sluttningar: nepali, kumaoni och garhwali;
10. slutligen kashmiri, i Kashmir,
11. och pashtu, omkring Peshawar i Pakistan.

Flera av dessa nyindiska språk äger en rik litteratur, framför alla hindi vars språkliga minnesmärken går tillbaka ända till 1100-talet. En hindidialekt med mycket stark uppblandning av arabiska och persiska
ord kallades tidigare hindustani och numera urdu, och var före den indiska självständigheten 1947 ett slags lingua franca i alla delar av Indien, även om urdu alltmer ersattes av hindi på detta område. 
Den ojämförligt större delen av de icke indoariska invånarna i Indien tillhör den dravidiska folkstammen i Deccan och talar olika dravidiska språk. Några små stammar i nordligaste Indien på Himalaya är av tibetoburmesiskt ursprung. Andra, spridda här och där på Deccans norra gränser och längre söderut, är rester av det tredje icke-ariska folket i Indien, Kol. De främsta av dessa är santalerna, vid sydvästra gränsen av Bengalen.

## Officiella språk
Den indiska grundlagen erkänner officiellt 23 språk. Därutöver erkänns i Indien 325 språk som existerande inom landets gränser. Flera språkgrupper är representerade i Indien; indoariska språk som tillhör språkfamiljen indoeuropeiska, indoiranska grenen; samt dravidiska språk, är de viktigaste.

### Indiens konstitution
- Artikel 344. Kommission och parlamentarisk kommitté angående frågan om officiellt språk
  - Sektion 1. Presidenten skall, sedan fem år förlupit sedan denna konstitution börjat gälla och sedan vid varje tioårsperiods slut, besluta om en kommission bestående av en ordförande och andra ledamöter som representanter för de olika språk som specificeras i åttonde bilagan till konstitutionen som presidenten utser. Presidentens beslut skall ange en arbetsordning för kommissionen.
- Artikel 351. Anvisningar för utvecklingen av språket hindi. —Det skall vara unionens uppgift att befordra spridningen av språket hindi, att utveckla språket så att det kan tjäna som ett medel för att uttrycka alla element av Indiens sammansatta kultur och att säkra berikandet av språket genom assimilering, utan inblandning i språkets själ, av former, stil och idiomatiska uttryck använda i hindustani och övriga språk specificerade i åttonde bilagan, och genom utökande av ordförrådet i första hand genom lån från sanskrit, i andra hand från andra språk.

### Lista över officiella språk
De officiellt erkända språken är enligt konstitutionens åttonde bilaga, med stöd av artiklarna 344 (1) och 351:

1. assamesiska
2. bengali
3. bodo
4. gujarati
5. hindi
6. kannada
7. kashmiri
8. konkani
9. malayalam
10. maithili
11. marathi
12. meitei (även; manipuri)
13. nepali
14. oriya
15. punjabi
16. santhali
17. sanskrit
18. sindhi
19. tamil
20. telugu
21. engelska

### Regionalt officiella språk
1. Assamesiska - (officiellt språk i Assam)
2. Bengali - (officiellt språk i Tripura och Västbengalen)
3. Bodo - (officiellt språk i Assam)
4. Dogri - (officiellt språk i Jammu och Kashmir)
5. Gujarati - (officiellt språk i Dadra och Nagar Haveli och Daman och Diu samt Gujarat)
6. Hindi - (officiellt språk i Andamanerna och Nicobarerna, Bihar, Chandigarh, Chhattisgarh, Delhi, Haryana, Himachal Pradesh, Jharkhand, Madhya Pradesh, Rajasthan, Uttar Pradesh och  Uttarakhand)
7. Kannada - (officiellt språk i Karnataka)
8. Konkani - (officiellt språk i Goa)
9. Maithili - (officiellt språk i Bihar)
10. Malayalam - (officiellt språk i Kerala och Lakshadweep)
11. Manipuri - (Meithei), (officiellt språk i Manipur)
12. Marathi - (officiellt språk i Maharashtra)
13. Nepali - (officiellt språk i Sikkim)
14. Oriya - (officiellt språk i Orissa)
15. Punjabi - (officiellt språk i  Punjab)
16. Tamil - (officiellt språk i Tamil Nadu och Puducherry)
17. Telugu - (officiellt språk i Andhra Pradesh)
18. Urdu - (officiellt språk i Jammu och Kashmir)

## Klassiska språk
Sedan 2004 har det varit möjligt att nominera ett språk till "ett klassiskt språk". I dagens läge finns det sex språk med en sådan status: tamil (2004), sanskrit (2005), kannada (2008), telugu (2008), malajalam (2013) och oriya (2014). Alla klassiska språk är officiella språk på delstatsnivån.. 
För att bli nominerad som ett klassiskt språk måste språket bemöta följande kriterier enligt Indiens kulturministerium:
- Cirka 1500-2000 år med litterär historia
- Gamla text och litteratur som anses vara en viktig del av språkets talares arv
- Originell litterär historia som har inte lånats från en annan grupp
- Tydlig gräns mellan den klassiska och moderna litteraturen på språket

Instituter som bl.a. forskar i och undervisar klassiska språk, får finansiell hjälp från federala nivån.

## Mest talade språk

### Över hela Indien
Hindi är det språk som talas av flest människor. Ungefär 30 % av Indiens befolkning beräknas ha det som modersmål.
Statistik från folkräkningen 1991, angivna först i absoluta tal, och sedan andelen i procent (%). Observera att folkräkningen inte kunde äga rum i Jammu och Kashmir 1991, till följd av gerillakriget.
| Hindi       | 337 272 114 | 40,22 %  |
| Bengali     | 69 595 738  | 8,30 %   |
| Telugu      | 66 017 615  | 7,87 %   |
| Marathi     | 62 481 681  | 7,45 %   |
| Tamil       | 53 006 368  | 6,32 %   |
| Urdu        | 43 406 932  | 5,18 %   |
| Gujarati    | 40 673 814  | 4,85 %   |
| Kannada     | 32 753 676  | 3,91 %   |
| Malayalam   | 30 377 176  | 3,62 %   |
| Oriya       | 28 061 313  | 3,35 %   |
| Punjabi     | 23 378 744  | 2,79 %   |
| Assamese    | 13 079 696  | 1,56 %   |
| Sindhi      | 2 122 848   | 0,25 %   |
| Nepali      | 2 076 645   | 0,25 %   |
| Konkani     | 1 760 607   | 0,21 %   |
| Manipuri    | 1 270 216   | 0,15 %   |
| Kashmiri    | 56 693      | 0,01 %   |
| Sanskrit    | 49 736      | 0,01 %   |
| Andra språk | 31 142 376  | 3,71 %   |
| Totalt      | 838 583 988 | 100,00 % |

### Mest talade regionala språk
Nedan listas de tre mest talade språken i Indiens delstater och unionsterritorier, enligt folkräkningen 1991. Andelarna anges i procent (%).
| Indien            | Andhra Pradesh              |
| Hindi 40,2        | Telugu 84,8                 |
| Bengali 8,3       | Urdu 8,4                    |
| Telugu 7,9        | Hindi 2,8                   |
|                   |                             |
| Arunachal Pradesh | Assam                       |
| Nissi 19,9        | Assamesiska 57,8            |
| Nepali 9,4        | Bengali 11,3                |
| Bengali 8,2       | Bodo 5,3                    |
|                   |                             |
| Bihar             | Goa                         |
| Hindi 80,9        | Konkani 51,5                |
| Urdu 9,9          | Marathi 33,4                |
| Santhali 2,9      | Kannada 4,6                 |
|                   |                             |
| Gujarat           | Haryana                     |
| Gujarati 91,5     | Hindi 91,0                  |
| Hindi 2,9         | Punjabi 7,1                 |
| Sindhi 1,7        | Urdu 1,6                    |
|                   |                             |
| Himachal Pradesh  | Karnataka                   |
| Hindi 88,9        | Kannada 66,2                |
| Punjabi 6,3       | Urdu 10,0                   |
| Kinnauri 1,2      | Telugu 7,4                  |
|                   |                             |
| Kerala            | Madhya Pradesh              |
| Malayalam 96,6    | Hindi 85,6                  |
| Tamil 2,1         | Bhili 3,3                   |
| Kannada 0,3       | Gondi 2,2                   |
|                   |                             |
| Maharashtra       | Manipur                     |
| Marathi 73,3      | Manipuri 60,4               |
| Hindi 7,8         | Thado 5,6                   |
| Urdu 7,3          | Tangkhul 5,4                |
|                   |                             |
| Meghalaya         | Mizoram                     |
| Khasi 49,5        | Mizo 75,1                   |
| Garo 30,9         | Bengali 8,6                 |
| Bengali 8,1       | Lakher 3,3                  |
|                   |                             |
| Nagaland          | Orissa                      |
| Ao 14,0           | Oriya 82,8                  |
| Sema 12,6         | Hindi 2,4                   |
| Konyak 11,4       | Telugu 1,6                  |
|                   |                             |
| Punjab            | Rajasthan                   |
| Punjabi 92,2      | Hindi 89,6                  |
| Hindi 7,3         | Bhili 5,0                   |
| Urdu 0,1          | Urdu 2,2                    |
|                   |                             |
| Sikkim            | Tamil Nadu                  |
| Nepali 63,1       | Tamil 86,7                  |
| Bhotia 8,0        | Telugu 7,1                  |
| Lepcha 7,3        | Kannada 2,2                 |
|                   |                             |
|                   |                             |
| Tripura           | Uttar Pradesh               |
| Bengali 68,9      | Hindi 90,1                  |
| Tripuri 23,5      | Urdu 9,0                    |
| Hindi 1,7         | Punjabi 0,5                 |
|                   |                             |
| Västbengalen      | Andamanerna och Nikobarerna |
| Bengali 86,0      | Bengali 23,1                |
| Hindi 6,6         | Tamil 19,1                  |
| Urdu 2,1          | Hindi 17,6                  |
|                   |                             |
| Chandigarh        | Dadra och Nagar Haveli      |
| Hindi 61,1        | Bhili 55,0                  |
| Punjabi 34,7      | Gujarati 21,9               |
| Tamil 0,8         | Konkani 12,3                |
|                   |                             |
| Daman och Diu     | Delhi                       |
| Gujarati 91,1     | Hindi 81,6                  |
| Hindi 3,6         | Punjabi 7,9                 |
| Marathi 1,2       | Urdu 5,4                    |
|                   |                             |
| Lakshadweep       | Pondicherry                 |
| Malayalam 84,5    | Tamil 89,2                  |
| Tamil 0,5         | Malayalam 4,8               |
| Hindi 0,4         | Telugu 4,3                  |

Observera att folkräkningen inte kunde äga rum i Jammu och Kashmir 1991, till följd av gerillakrig.